# Société Alsacienne de Constructions Mécaniques
La Société Alsacienne de Constructions Mécaniques (acronimo SACM, in italiano Società Alsaziana di costruzioni meccaniche) era una società di costruzioni meccaniche dell'Alsazia con sede a Mulhouse che produceva locomotive, macchine tessili e tipografiche, motori diesel, caldaie, armi da fuoco e attrezzature minerarie. la "SACM" ha anche prodotto il primo reattore nucleare di Marcoule.

## Storia
La società fu fondata da André Koechlin nel 1826, a Mulhouse in Alsazia, per la produzione di macchine tessili; nel 1839 iniziò la fabbricazione di locomotive a vapore. Gli affari andarono bene ma nel 1871 l'annessione dell'Alsazia-Lorena alla Germania imperiale lo costrinse al trasferimento di parte della produzione a Belfort in Francia. Nel 1872 la società si fuse con la Graffenstaden di Illkirch-Graffenstaden, un sobborgo di Strasburgo dando luogo alla SACM.
La nuova società diversificò la produzione giungendo ad impiegare ben 4500 operai nel 1910. Tornata ad essere francese dopo il Trattato di Versailles del 1919, nel 1922 aprì una nuova fonderia per produrre macchinari tessili. Nel 1928 la divisione elettrica della SACM si fuse con la Thomson-Houston Electric Company formando una nuova società denominata Alsthom (ALSace-THOMson), in seguito Alstom.
Nel 1940 Alsazia e Lorena furono nuovamente annesse al Terzo Reich così la produzione di locomotive venne svolta al servizio della Germania ma al termine della seconda guerra mondiale tornò ad essere francese.
Nel dopoguerra le divisioni della SACM continuarono ad operare indipendentemente fino al 1966 quando la società divenne una sussidiaria della "Hispano-Alsatian machine-building" (SHACM). Nel 1970 venne creata la nuova società Alcatel fondendo la "Industrial Telephone Company" (dipendente dalla General Electricity Company) con il dipartimento di Energia nucleare, telecomunicazioni ed elettronica della SACM.
Nel 1982 la rimanente parte della SACM fu separata dalla divisione macchine tessili (chiusa poi nell'agosto 1986) e divenne SACM DIESEL nel 1989.
Nel 1993 cambiò nome in "Wärtsilä SACM Diesel" dato che il gruppo finlandese "Wärtsilä Diesel" assunse il totale controllo della società di Mulhouse e infine venne chiusa nel 1999.

## Locomotive a vapore
La produzione delle locomotive a vapore inizialmente venne parzializzata; quella di Mulhouse e Graffenstaden era destinata alla Germania mentre quella di Belfort alla Francia. Tutti i siti produttivi tuttavia esportavano verso altri paesi. Dopo la prima guerra mondiale gli stabilimenti di Mulhouse e Graffenstaden continuarono a costruire le locomotive a vapore francesi mentre Belfort si specializzò nella costruzione di locomotive elettriche .
Durante gli anni attorno al 1890 la società fu nota particolarmente per le sue veloci ed efficienti locomotive compound progettate da Alfred de Glehn.